# The Four Renders
The Four Renders waren eine deutsche Beat- und Rockband, die zu Beginn der 1960er Jahre von vier jungen Leuten aus Hamburg-Eimsbüttel gegründet wurde. 

The Four Renders

## Originalbesetzung
- Herbert Bornhold (Schlagzeug)
- Klaus Rebesky (Gitarre)
- Hermann Rugenstein (Gitarre)
- Ingo Lührs (Bass)

## Bandgeschichte
Am 3. Dezember 1963 gewannen The Four Renders einen Band-Wettbewerb, der vom 1962 eröffneten Star-Club ausgetragen wurde. Sie waren damit die Nachfolger der Rattles, die den Preis bei seiner Premiere im Jahr zuvor gewinnen konnten.
Der Gewinn dieses Wettbewerbs bedeutete, dass die Bandmitglieder vom Amateur- zum Profilager wechselten. Sie wurden von Manfred Weissleder, dem Chef des Star-Clubs, unter Vertrag genommen und traten anschließend nicht nur im Hamburger Star-Club auf, sondern auch in den als „Star-Club“ lizenzierten Clubs in ganz Deutschland, wie zum Beispiel in Köln, Karlsruhe oder Nürnberg.
Auf einer Tonaufzeichnung dieses Ereignisses, die allerdings erst nachträglich aufgenommen wurde, sind drei für diese Zeit typische Musikstücke vertreten: „Johnny B. Goode“ von Chuck Berry, „Hippy Hippy Shake“ von Chan Romero und „Beautiful Dreamer“, bekannt durch Bing Crosby. Diese Liveaufnahmen erschienen auf einem Sampler der Ariola Records. 
1965 wechselte der Sänger und Gitarrist Hermann Rugenstein zu den Rattles. Er wurde durch den Gitarristen Wolfgang Korb von den Sharks ersetzt.
Auf dem mittlerweile gegründeten Label „Star-Club Records“ erschien die einzige Single der Four Renders, eine Coverversion des Drifters-Titels „Under the Boardwalk“ mit der B-Seite „Long tall Texan“ von Ernie and the Shakers.
Ende 1966 löste sich die Gruppe vorübergehend auf. Ingo Lührs und Wolfgang Korb verließen das Profilager, Herbert Bornhold stieg bei den Tonics ein. 
Die (neuen) Four Renders machten dann bis Ende 1969 in folgender Besetzung weiter: 
- Marianne Rebesky, Gesang.
- Klaus Rebesky, Rhythmusgitarre, Org., Gesang
- Volker Lindner, Leadgitarre
- Jürgen Stapelfeld, Bass, Gesang.
- Erich Götze, Schlagzeug, Gesang

Marianne Rebesky wurde danach zuerst Lehrerin, startete jedoch ca. 70/71 unter dem Künstlernamen „Nina Martin“ eine Solokarriere. Klaus Rebesky machte eine Ausbildung zum kaufmännischen Angestellten. Volker Lindner wurde Architekt, Jürgen Stapelfeld Ingenieur. Erich Götze ging zu den Valendras, mit denen er immer noch aktiv ist. Herbert Bornhold machte nach seiner Zeit bei den Tonics als Mitglied der Rattles, von Lucifer’s Friend und dem Orchester James Last sowie als Studiomusiker Karriere.

## Veröffentlichungen
- ARIOLA LP 70954 IT (1964)
- TWIST TIME IM STAR CLUB HAMBURG 3
- ROCK-AND-BEATBANDS COMPETITION
- Johnny B. Goode; Beautiful Dreamer; Hippy Hippy Shake
- STAR CLUB LP 158 01 8 (1965)
- STAR CLUB SZENE „65“ Let’s Get Together, Single: Under the Boardwalk „Star Club Records“